# Luke Hemsworth
Luke Hemsworth (Melbourne, 5 novembre 1980) è un attore australiano.

## Biografia
Luke Hemsworth è cresciuto tra Melbourne, Bulman (piccolo centro abitato a 400 km a sud-est di Darwin) e Phillip Island. Primo dei tre figli di Craig e Leonie Hemsworth, è il fratello maggiore degli attori Chris e Liam Hemsworth. 
Debutta nel 2001 interpretando il ruolo di Nathan Tyson nella soap opera australiana Neighbours, successivamente prende parte a numerose produzioni televisive, tra cui Saddle Club, Blue Heelers, Satisfaction e Elephant Princess. Nel 2008 torna a recitare in Neighbours nel ruolo di John Carter.
Nel 2012 recita nella miniserie televisiva Bikie Wars: Brothers in Arms. Nel 2014 ottiene i primi ruoli cinematografici; The Anomaly di e con Noel Clarke, The Reckoning al fianco di Jonathan LaPaglia e Kill Me Three Times con Simon Pegg. Dal 2016 fa parte del cast della serie televisiva targata HBO Westworld - Dove tutto è concesso. Nel 2018 partecipa al film Encounter - Il contatto.

### Vita privata
Dal 2007 è sposato con Samantha Hemsworth. La coppia ha quattro figli; Holly (2009), Ella (2010), Harper Rose (2012) e Alexandre (2013).

## Filmografia

### Cinema
- The Anomaly, regia di Noel Clarke (2014)
- The Reckoning, regia di John V. Soto (2014)
- Kill Me Three Times, regia di Kriv Stenders (2014)
- Infini, regia di Shane Abbess (2015)
- The 34th Battalion, regia di Luke Sparke (2015)
- Hickok, regia di Timothy Woodward Jr. (2017)
- Thor: Ragnarok, regia di Taika Waititi (2017) - cameo
- Encounter - Il contatto (Encounter), regia di Paul Salamoff (2018)
- Crypto, regia di John Stalberg Jr. (2019)
- Death of Me, regia di Darren Lynn Bousman (2020)
- Thor: Love and Thunder, regia di Taika Waititi (2022) - cameo
- Chi segna vince (Next Goal Wins), regia di Taika Waititi (2023)
- Land of Bad, regia di William Eubank (2024)

### Televisione
- Saddle Club (The Saddle Club) – serie TV, 1 episodio (2003)
- Blue Heelers - Poliziotti con il cuore (Blue Heelers) – serie TV, 2 episodi (2004)
- Last Man Standing – serie TV, 3 episodi (2005)
- All Saints – serie TV, 1 episodio (2005)
- Satisfaction – serie TV, 1 episodio (2007)
- Neighbours – serial TV, 13 puntate (2001-2008)
- Elephant Princess (The Elephant Princess) – serie TV, 1 episodio (2008)
- Carla Cametti PD – serie TV, 1 episodio (2009)
- Tangle – serie TV, 2 episodi (2009)
- The Bazura Project – serie TV, 1 episodio (2011)
- Bikie Wars: Brothers in Arms – miniserie TV, 6 puntate (2012)
- Winners & Losers – serie TV, 2 episodi (2012)
- Westworld - Dove tutto è concesso (Westworld) – serie TV, 26 episodi (2016-2022)
- Young Rock – serie TV, episodi 1x10-1x11 (2021)

## Doppiatori italiani
Nelle versioni in italiano delle opere in cui ha recitato, Luke Hemsworth è stato doppiato da:
- Simone D'Andrea in Westworld - Dove tutto è concesso, Thor: Ragnarok, Thor: Love and Thunder, Land of Bad
- Luca Ghignone in Encounter - Il contatto, Crypto, River Runs Red